# WDIV-TV
WDIV-TV는 미국 NBC 계열의 방송국이다. 미국 미시간주 디트로이트에서 방송되며, 채널 번호는 4번이다.